# Bertrand de Rochambeau
Pour les articles homonymes, voir Rochambeau (homonymie).
Bertrand de Rochambeau, né en 1956, est un médecin gynécologue-obstétricien, président du syndicat national des gynécologues-obstétriciens de France (SYNGOF).
Il est notamment connu pour sa prise de position contre l'avortement dans l'émission Quotidien en septembre 2018.

## Biographie

### Carrière
Il s'installe en tant que gynécologue-obstétricien en 1992 à l’hôpital privé de Marne-Chantereine.
Administrateur du syndicat national des gynécologues-obstétriciens de France (SYNGOF) à partir de 2009, il en devient le président en juin 2015, succédant à Jean Marty. À ces titres, il intervient dans les médias lors d'évènements touchant sa profession (ex : décès à la maternité de Port-Royal ou questionnement autour des prothèses vaginales).
Bertrand de Rochambeau est également co-président du syndicat des médecins BLOC.
Il vit une partie de l'année en Guyane et s'intéresse à l'environnement biologique local.

## Position sur l'IVG
À titre personnel, Bertrand de Rochambeau ne pratique plus d'interruptions volontaires de grossesse (IVG). Il invoque la clause de conscience qui autorise les médecins à ne pas réaliser cet acte médical.
En 2013 et 2017, la clause de conscience a été remise en cause par le Haut Conseil à l'égalité entre les femmes et les hommes. En juillet 2018, Bertrand de Rochambeau défend ainsi la clause de conscience après les critiques de la sénatrice Nadine Grelet-Certenais qui considère « intolérable » le refus de certains médecins de pratiquer l'IVG.

### Controverse lors de l'émissionQuotidien
En septembre 2018, interrogé dans l'émission Quotidien sur son choix personnel de ne plus pratiquer d’IVG, il déclare « Nous ne sommes pas là pour retirer des vies ». Quand la journaliste Valentine Oberti lui rétorque que « ce n’est pas un homicide de faire une IVG », le gynécologue répond : « Si, Madame ». Il ajoute : « Moi, en tant que médecin je ne suis pas forcé d'avoir votre opinion et si je ne l'ai pas la loi me protège, et ma conscience aussi ».
Ses propos sont contestés par le ministre de la Santé, Agnès Buzyn, qui rappelle qu'en cas de refus, le médecin est dans l'obligation de communiquer immédiatement le nom de praticiens susceptibles de réaliser cette intervention. S'ensuivent de nombreuses réactions des milieux associatifs et de la ministre Marlène Schiappa.
L'Ordre des Médecins, via un communiqué de presse, a réagi en précisant que « la clause de conscience ne saurait être un moyen de se soustraire à la loi et aux dispositions de la déontologie médicale(...) ». De même, il souligne la confusion de son opinion personnelle en parallèle de ses fonctions de Président du SYNGOF dans une intervention médiatique de grande écoute.
Bertrand de Rochambeau se défend des accusations et estime avoir été piégé. Il explique qu'une présentation tronquée de ses propos a fait passer son opinion personnelle pour celle du président du SYNGOF. Il déclare que l'IVG n'est pas un homicide, mot que seule la journaliste a employé. Il n'a pas dit que l'IVG serait un crime mais que c'est l'arrêt d'une vie.